# Gesche Schünemann

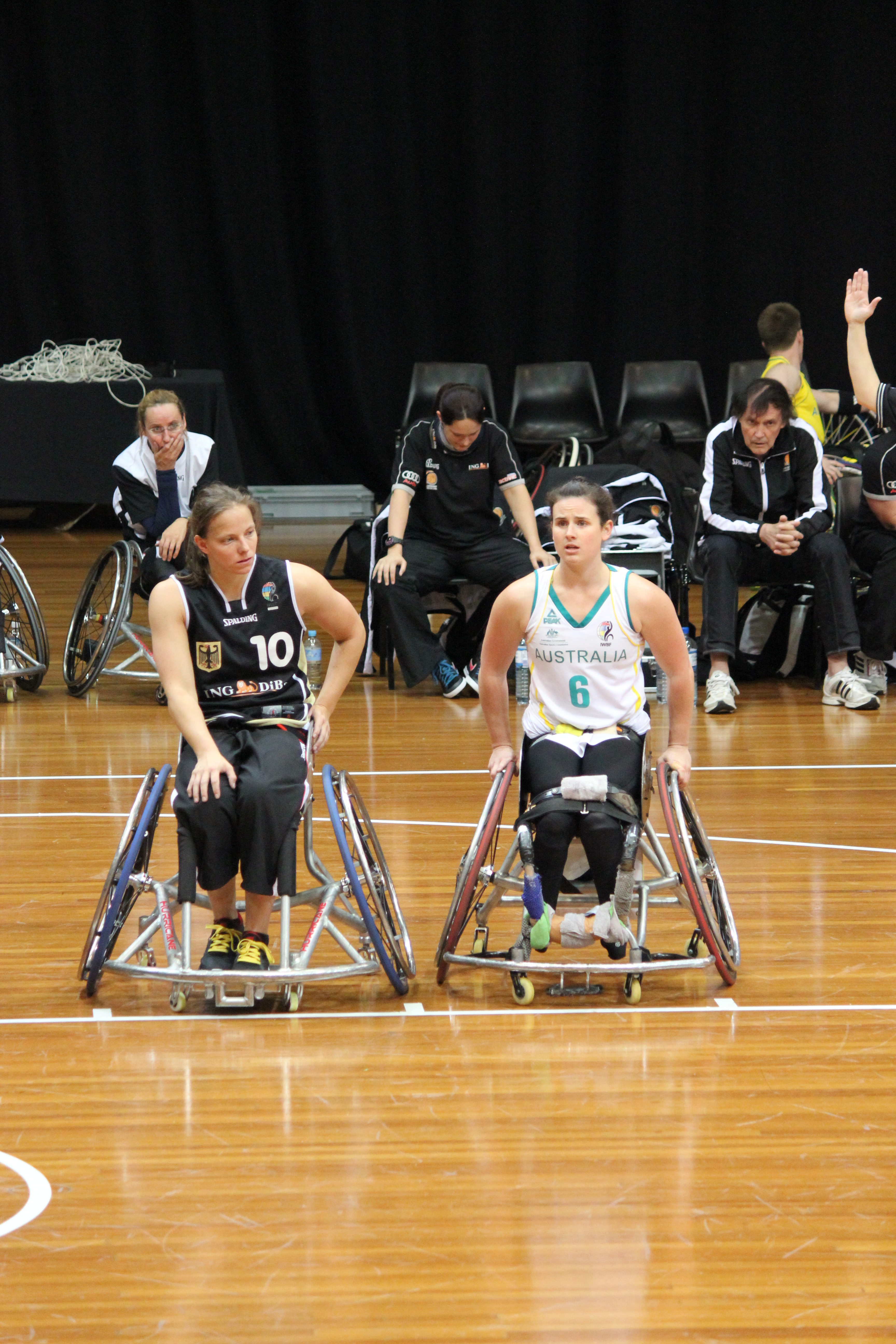
Schünemann (links) im Juli 2012 in Sydney

Gesche Schünemann (* 18. November 1982 in Gießen) ist eine ehemalige deutsche Nationalspielerin im Rollstuhlbasketball.

## Leben
Von 2006 bis 2018 spielte Schünemann Rollstuhlbasketball. Sie wurde in dieser Zeit zweifache Europameisterin (einmal in Wetzlar), Silbermedaillengewinnerin bei den Sommer-Paralympics 2008 in Peking und 2016 in Rio de Janeiro, Deutsche Meisterin und Pokalsiegerin mit dem RSV Lahn-Dill sowie als Karriere-Höhepunkt Goldmedaillengewinnerin bei den Sommer-Paralympics 2012 in London. Sie lebte früher in Tübingen, wo sie auch Sportmanagement mit Schwerpunkt Marketing studierte, inzwischen wohnt sie in Nürnberg. Früher war Schünemann als Schwimmerin aktiv, die Paradestrecke waren die 200 Meter Brust. Ihre Zwillingsschwester heißt Meike.
Sie ist Trägerin des Silbernen Lorbeerblattes der Bundesrepublik Deutschland.